# Antas (Bahia)
Pour les articles homonymes, voir Antas.
Antas est une municipalité brésilienne de l'État de Bahia et la microrégion de Ribeira do Pombal.